# Cellular-IP
Cellular-IP ist ein noch kaum verbreiteter Netzwerkprotokoll-Standard, der Routing-Funktionalität für mobile Teilnehmer in IP-Netzen zur Verfügung stellt.
Es wird dadurch in Zusammenarbeit mit Mobile-IP hierarchisches Routing ermöglicht. Während Mobile-IP weiträumige Standortänderungen eines Hosts verwaltet (Makro-Mobilität), ist Cellular-IP für das Routing im Funk-Zugangsnetz gedacht, wo häufige Wechsel zwischen Access Points entstehen (Mikro-Mobilität). Durch diese hierarchische Aufteilung wird die Effizienz gesteigert, indem bei kleinräumigen Standortänderungen und damit verbundenem Wechseln der Funkzellen nicht jedes Mal der potenziell weit entfernt liegende Home-Agent kontaktiert werden muss.
Wesentliche Elemente des Cellular-IP sind:
- Paging-Caches: Diese werden für die Suche nach mobilen Teilnehmern verwendet. Sie werden durch paging update packets aktuell gehalten.
- Routing-Caches: Diese werden verwendet, um die Daten zu mobilen Teilnehmern zu routen. Sie werden durch route update packets aktualisiert.

Einen ähnlichen Ansatz verfolgt das HAWAII-Protokoll (Handoff-Aware Wireless Access Infrastructure) von Alcatel-Lucent.